# Негниючник колёсовидный
Негнию́чник колесови́дный (лат. Marasmius rotula) — несъедобный вид грибов из рода Негниючник (Marasmius) семейства Негниючниковые (Marasmiaceae).

## Таксономия
Вид был впервые описан итальянским микологом Джованни Антонио Скополи под названием Agaricus Rotula  в 1772 году. В 1821 году Элиас Магнус Фрис вновь описал гриб в Systema Mycologicum, а позднее 1838 году отнёс гриб к роду Негниючник.
Несколько разновидностей вида с коричневой шляпкой было описано в 1869 году Майлзом Беркли и Мозесом Кёртисом.

## Описание

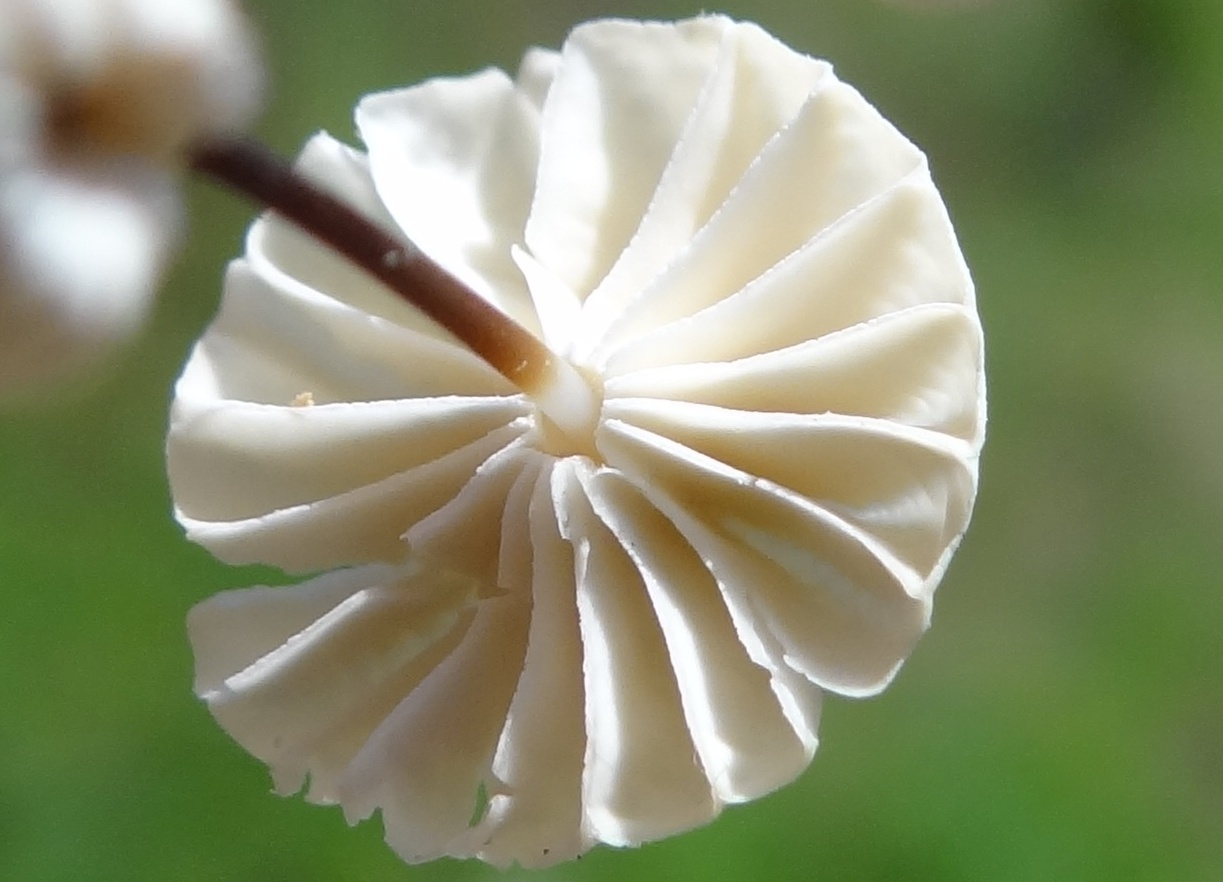

Плодовые тела гриба белые, тонкие. Шляпка выпуклая, полушаровидной формы, с тёмным бугорком, располагающимся в углублении центральной части. Диаметр шляпки 0,5—0,8 см; поверхность покрыта радиальными складками. Пластинки кремовые, прикреплённые не к ножке, а к коллариуму. Ножка гладкая, плотная, в верхней части беловатая, ниже — чёрно-коричневая. Споровый порошок беловатый.

## Распространение и экология

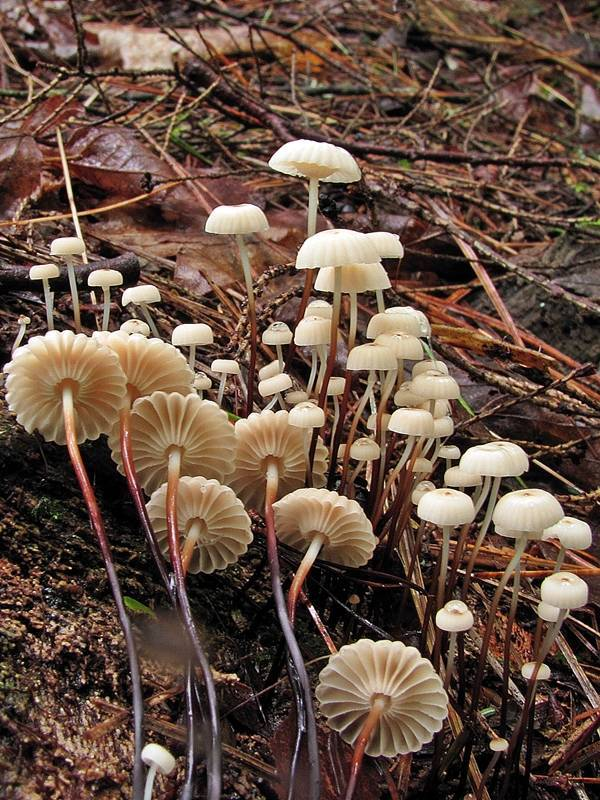

Широко распространён в Европе, Северной Азии и в Северной Америке. Отдельные находки в Южной Азии и Африке.
Преимущественно лесные грибы, являются сапротрофами. Обитают группами на гниющей древесине, либо почве, богатой древесными остатками.

## Сходные виды
Другие виды рода Marasmius.

## Применение
Практическое значение вида небольшое. Фермент MroAPO, содержащийся в грибе, рассматривается учёными как биосенсор в анализе ароматических веществ и мониторинга лекарственных средств.